# Chiamata urbana urgente per il numero...
Chiamata urbana urgente per il numero... è stato un programma televisivo italiano di genere varietà, trasmesso su Rai 1 dal 6 aprile 1980, per otto puntate.

## Origine
Il titolo del programma è chiaramente derivante dal messaggio vocale automatico che veniva inoltrato all'utente destinatario, quando si usufruiva del servizio 197 "chiamata urbana urgente" fornito dalla società di telecomunicazioni SIP.
Negli anni a venire, il servizio mutò in 42.197 - "Chiamata urgente su occupato", per poi essere soppresso a partire dal primo aprile 2014

## Il programma
Il programma era uno dei segmenti della trasmissione Domenica in, un giallo interpretato da Nando Gazzolo, Riccardo Garrone, Jenny Tamburi, Valeria Valeri, Mario Cordova ed Enrica Bonaccorti. 
La trasmissione era di fatto un ibrido tra una serie, un varietà ed un quiz, in quanto, durante lo svolgimento, gli attori si rivolgevano al pubblico ponendo dei quesiti sulle situazioni che man mano venivano interpretate, analogo ad altre trasmissioni legate alla Lotteria Italia come Chi?. 
Alla fine dell'episodio, Pippo Baudo rinnovava, in studio, il quesito ai telespettatori, che venivano invitati a risolverlo tramite il collaudato meccanismo delle cartoline.